# 三浦研一
三浦 研一（みうら けんいち、1963年8月31日 - ）は、中国で活動している日本人俳優。東京都江戸川区出身。血液型O型。

## 略歴
1997年に留学生として中国に渡り、国際政治を学ぶ。2000年より中国国内で俳優として映画、ドラマ出演を開始する。近年は馮小剛・張黎・丁蔭楠・趙宝剛・高希希・尤小剛などと共演している。日本軍の残忍な将校役に偏るという中国お決まりの制約内にはあるものの、中国大陸の映画界において三浦は実力派として高い評価を得ている。現在、中国国内出演作品最多の日本人俳優でもある。2011年6月には中国共産党建党90周年を記念して製作された映画『赤い星の生まれ』に中国大陸・台湾・香港などから選抜された108名の中で唯一日本人俳優として出演している。

## 中国圏の出演作品
太字は主要な役を演じている作品

### 映画
- 2004年-《太行山上》 - 板垣部隊西村参謀長役 / （監督：韋廉/沈東）
- 2004年-《我的母亲赵一曼》 - 林寛重警察庁長役 / （監督：孫鉄）
- 2005年-《巴林石传奇》 - 黑澤光役 / （監督：王信（香港））
- 2006年-《夜袭》 - 大寺一司令官役 / （監督：安瀾）
- 2008年- ジョン・ラーベ 〜南京のシンドラー〜 - 拿喇叭的士兵役 / （監督：フローリアン・ガレンベルガー（ドイツ））
- 2008年-《围剿》 - 河野隊長役 / （監督：潘峰）
- 2009年-《东风雨》 - 中西正弘役 / （監督：柳雲龍）
- 2009年-《喋血孤城》 - 岩永旺役 / （監督：沈東）
- 2009年-《关东棋王》 - 五十嵐役 / （監督：邢樹民）
- 2009年-《鉄胆雄心》 - 田中役 / （監督：潘峰）
- 2009年-《額爾古納河右岸》 - 吉田役 / （監督：楊明華）
- 2010年-《神鶴》 - 吉田峰春役 / （監督：王建為）
- 2010年-《虎头要塞/电流》 - 佐藤光一役 / （監督：胡明凱（香港））
- 2010年- 赤い星の生まれ - 日置益役 / （監督：黄建新）
- 2011年-《甲午大海战》 - 陸奥宗光外相役 / （監督：馮小寧）
- 2011年- 大魔術師Xのダブル・トリック - 黑鷹会導演役 / （監督：イー・トンシン（香港））
- 2011年- ゴールデン・スパイ - 山本雄一役 / （監督：スン・ジャンジュン（香港））
- 2012年-《一九四二》 - 高橋次郎役 / （監督：フォン・シャオガン）
- 2013年-《津門三少爺》 - 川口能活役 / （監督：馬惠武）
- 2013年-《太平輪》 - 岡田指揮官役 / （監督：ジョン・ウー（香港））

### ドラマ
- 2001年-《走向共和》 - 野村大日本帝国海軍陸戦隊将軍役 / （監督：張黎）
- 2002年-《烈火金剛》 - 猫眼司令官役 / （監督：王奕開）
- 2003年-《北京人事件》 - 小野情報官役 / （監督：銭暁鴻）
- 2004年-《徳齢公主》 - 内田大使役 / （総監督：韓剛）
- 2004年-《奇妙女孩》 - 山田総経理役 / （監督：衛兆紅）
- 2005年-《紅衣坊》 - 川上介之助役 / （監督：蘇舟）
- 2005年-《大阿哥溥儁》 - 陸鳥宏二役 / （監督：劉家成）
- 2006年- 大明王朝 嘉靖帝と海瑞 - 井上十三郎役 / （監督：張黎）
- 2006年-《家在洹上》 - 山本佑一郎役  / （監督：王大鵬）
- 2006年-《草原春来早》 - 土肥原賢二役 / （監督：王涛）
- 2006年-《血色湘西》 - 関山大佐役 / （監督：龔若飛）
- 2007年-《夜幕下的哈爾浜》 - 小原特務長役 / （総監督：趙宝剛）
- 2007年-《重生》 - 吉岡安直役 / （監督：丁蔭楠）
- 2007年-《四世同堂》 - 小老鼠役 / （監督：汪俊）
- 2008年-《狙击手》 - 大野連隊長役 / （監督：高希希）
- 2008年-《対手》 - 山本五十六役 / （監督：尤小剛）
- 2008年-《虎胆雄心》 -井上賢二役  / （監督：桑華）
- 2008年-《生死綫》 - 伊達雪之丞役 / （監督：孔笙）
- 2008年-《青銅匕首》 - 宮川雄次役 / （監督：韋大軍）
- 2008年-《闯关东2》 - 藤本警官役 / （総監督：侯詠）
- 2008年-《特殊争夺》 - 渡辺総経理役 / （監督：延芸/周国棟）
- 2009年-《抢下玫瑰》 - 伊藤敬一役 / （監督：袁英明（香港））
- 2009年-《决战南京》 - 岡村寧次役 / （監督：沈悦/沈厳）
- 2010年-《慕容蓮》 - 川島一郎役 / （監督：鄭軍/林峰）
- 2010年-《延安爱情》 - 小野俊雄役  / （監督：曹保平）
- 2010年-《橋隆飆》 - 亀田大佐役 / （監督：金妹慧）
- 2010年-《水上游击队》 - 渡辺浩役 / （総監督：龔朝輝）
- 2010年-《鋼魂》 - 小野正平役 / （監督：巴特爾）
- 2010年-《我的娜塔莎》 - 小澤役 / （監督：郭靖宇）
- 2010年-《硝烟背后的战争》 - 岡村寧次役 / （監督：万盛華）
- 2011年-《先鋒1931》 - 飯村譲役 / （監督：郭凱敏）
- 2011年-《决战前》 - 渡辺憲一郎役  / （監督：劉一志）
- 2011年-《裂変》 - 小藤俊役 / （監督：陳亜洲）
- 2011年-《游击兵工厂》 - 山口勇紀役 / （監督：石偉）
- 2011年-《今夜相思雨》 - 佐藤館長役 / （総監督：李建民（香港））
- 2012年-《冬日惊雷》 - 鬼谷正雄役 / （監督：李舒）
- 2012年-《异鎮》 - 山田斉五郎役 / （監督：龔朝輝）
- 2012年-《枪花》 - 岩井機関長役 / （監督：劉国豪）
- 2012年-《鉄甲艦上的男人們》 - 大寺安純役 / （監督：斉星）
- 2012年-《爱情公寓・4》 - 関谷健次郎役 / （監督：韋正）
- 2013年-《毛泽东》 - 東條英機役 / （監督：高希希）
- 2013年-《长沙保卫战》 - 東條英機役 / （監督：董亜春）
- 2013年-《劫中劫》 - 今井玉治役 / （監督：鄭志勇）
- 2013年-《猜挙》 - 矢部役 / （監督：韋大軍）